# Futureal
A Futureal az Iron Maiden brit heavy metal együttes 1998-as Virtual XI albumának második kislemezen kiadott dala. Ez volt az utolsó Iron Maiden kislemez, melyen Blaze Bayley énekelt, miután a következő év elején távozott a zenekarból. A Futureal egyike azon ritka eseteknek, amikor egy Iron Maiden-kislemez nem került fel a brit slágerlistára.

## Története
A Futureal kislemez 1998. július 28-án jelent meg Európában, amikor a Virtual XI album világkörüli turnéjának európai szakasza már két hónapja véget ért, és az Iron Maiden éppen az Egyesült Államok nagyvárosaiban koncertezett. A kislemezt egy koncertklippel támogatták meg, melyet az európai fellépéseken forgattak. Meglepetésre a kislemez nem került fel a brit slágerlistára. Ennek ellenére később a rajongók egyik kedvence lett a Blaze Bayley éra dalai közül. Az Ed Hunter számítógépes játékhoz kiadott válogatásalbumra a rajongók szavazták meg, hogy mely dalok kerüljenek fel, és köztük volt a Futureal is. Az 1999-es Ed Hunter Tour turnén már nem Bayley volt az Iron Maiden énekese, de a dalt ennek ellenére folyamatosan játszották, és a 2000-ben kiadott The Wicker Man kislemezre a Futureal koncertfelvétele is felkerült az együttesbe visszatért Bruce Dickinson előadásában. A dal szintén szerepel a 2002-ben kiadott Edward the Great válogatásalbumon.
A Futureal dalcím egy szójáték a future (jövő) és a real (valóságos) szavakkal. A dal szövege arról szól, milyen lenne a virtuális valóságban ragadni. A multimédiás CD-n megjelent kislemezre az előző nagylemez, a The X Factor turnéján Göteborgban, Svédországban rögzített koncertfelvételek, és extraként az előző kislemezes dal, a The Angel and the Gambler videóklipje kerültek fel.

## Számlista
1. Futureal (Steve Harris, Blaze Bayley) – 3:00
2. The Evil That Men Do (live in Gothenburg, 1995) (Adrian Smith, Bruce Dickinson, Harris) – 4:20
3. Man on the Edge (live in Gothenburg, 1995) (Bayley, Janick Gers) – 4:09

- Video: The Angel and the Gambler

## Közreműködők
- Blaze Bayley – ének
- Dave Murray – gitár
- Janick Gers – gitár
- Steve Harris – basszusgitár
- Nicko McBrain – dobok